# نصف‌النهار ۱۲۶ درجه غربی
نصف‌النهار ۱۲۶ درجه غربی ۱۲۶مین نصف‌النهار غربی از گرینویچ است که از لحاظ زمانی 8ساعت و 24دقیقه با گرینویچ اختلاف زمانی دارد.
این نصف‌النهار از قطب شمال شروع و از مناطق زیر گذشته و به قطب جنوب ختم می‌شود.
- کانادا
- اقیانوس آرام